# Nová Olešná
Nová Olešná é uma comuna checa localizada na região da Boêmia do Sul, distrito de Jindřichův Hradec.